# MUSIC
Acronimo di MUltiple SIgnal Classification, si tratta di una tecnica per la stima di frequenza e per la localizzazione della direzione di provenienza di un segnale (in inglese Direction of arrival, DOA). 

## Applicazione del metodo
Il metodo MUSIC si basa sull'assunto che un segnale campionato x(n) consiste di p sinusoidi complesse (esponenziali complessi) immerse in del rumore bianco. Data la matrice di autocorrelazione MxM, se gli autovalori sono disposti in ordine decrescente, i p autovettori corrispondenti ai p più grandi autovalori vanno a costituire il sottospazio di segnale. In particolare se M=p+1 si ottiene il metodo detto di Pisarenko. Il metodo MUSIC consiste quindi nella seguente relazione: 
{\displaystyle {\hat {P}}_{MU}(e^{j\omega })={\frac {1}{\sum _{i=p+1}^{M}|\mathbf {e} ^{H}\mathbf {v} _{i}|^{2}}}},
dove {\displaystyle \mathbf {v} _{i}} sono gli autovettori di rumore e con
{\displaystyle e={\begin{bmatrix}1&e^{j\omega }&e^{j2\omega }&\cdots &e^{j(M-1)\omega }\end{bmatrix}}^{T}}.